# Paulistas
Os paulistas são a população proveniente do estado brasileiro de São Paulo, na Região Sudeste desse país. Durante o período colonial, tornou-se sinônimo ao termo caipira, e séculos mais tarde, devido à sua relação histórica com as bandeiras, sendo São Paulo o berço dos bandeirantes e seu ponto de partida, o termo bandeirante também passou a servir de sinônimo para designá-los; São Paulo, igualmente, passou a ser conhecido como o "Estado bandeirante".
A população é conhecida pela sua rica diversidade de manifestações culturais e religiosas, sendo o interior de São Paulo o local de origem do dialeto, cultura, culinária e música caipira, e seu litoral, o berço da cultura caiçara.
A língua geral paulista, de origem tupi, mas com elementos do português, espanhol e do guarani, foi seu idioma nativo por séculos, mas entrou gradualmente em desuso com influência cultural externa, até desaparecer no início do século XX, sendo uma das origens do dialeto caipira, que passou a preservar diversos termos.
Devido a conflitos, no século XVIII ocorreu uma grande diáspora dos paulistas que viviam na região atualmente correspondente a Minas Gerais, e muitos deles fixaram-se Centro-Oeste do Brasil, contribuindo para a difusão da cultura caipira e a formação natural de uma região cultural paulista/caipira chamada de Paulistânia.

## Formação e origem do povo paulista

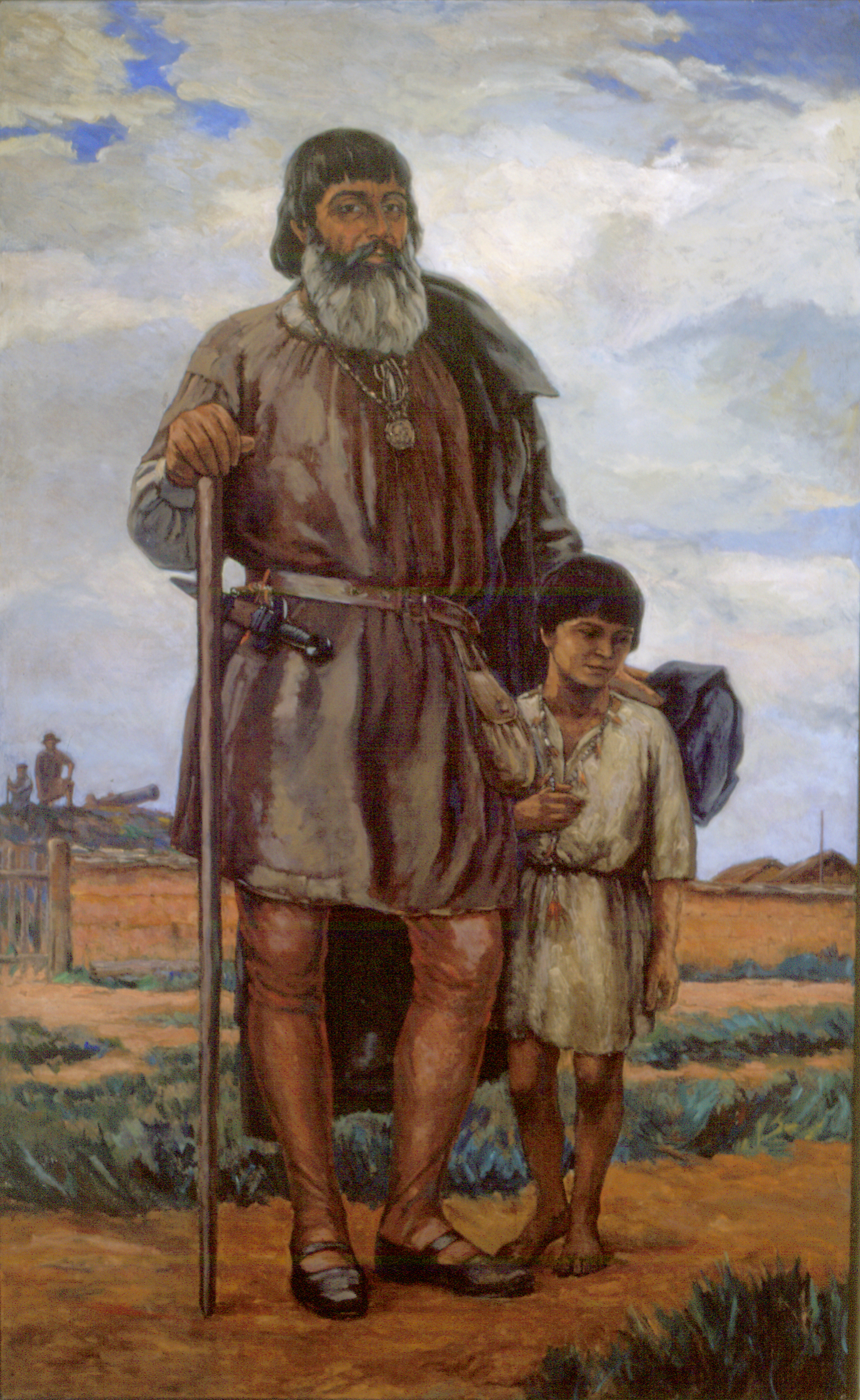
Ramalho e seu filho

Quando os primeiros europeus chegaram ao atual território paulista, o litoral e o Planalto Paulista eram habitados predominantemente por indígenas tupis-guaranis, como os tupiniquins, tupinambás e carijós, mas existiam também alguns que pertenciam a tribos jês, como os guaianás e os guaramomis. Já o interior era, em grande parte, ocupado por ameríndios falantes de idiomas macro-jê, como os caingangues, caiapós e xavantes, embora existissem alguns territórios ocupados pelos guaranis.
Nas primeiras décadas do século XVI, alguns náufragos e degredados portugueses se fixaram em terras paulistas, em sua grande parte no litoral, como António Rodrigues e o enigmático Bacharel de Cananeia, enquanto João Ramalho, considerado o "pai dos paulistas" e o "fundador da paulistanidade", se instalou no Planalto de Piratininga. Estes primeiros colonos adotaram a cultura indígena e se miscigenaram com mulheres ameríndias. Da miscigenação luso-indígena se formou a base do povo paulista colonial e a cultura caipira.
Durante o Período Colonial da História paulista, iniciado em 1532, com a fundação da vila de São Vicente, mais colonos europeus, predominantemente portugueses, mas também de outras nacionalidades (sobretudo espanhóis), se fixaram no território paulista e se misturaram com caboclas, descendentes de portugueses e indígenas. Eram poucas as mulheres europeias que se fixaram em terras paulistas neste período.
Até meados do século XVIII, a presença do escravo africano no atual território estadual (exceto no Vale do Ribeira, que teve ciclo do ouro no século XVII, com o uso do trabalho do africano escravizado) era muito rara, pois seus habitantes não possuíam condições de comprá-los, visto que essa era a região mais pobre da América Portuguesa. Com isso, a economia paulista era baseada na lavoura de subsistência, com o trabalho forçado do indígena.
A procura por índios para escravizar levou, no final do século XVI, ao surgimento de exploradores paulistas, os bandeirantes, que mais tarde passaram também a procurar por pedras preciosas nos domínios portugueses. O bandeirismo envolveu muitos homens das capitanias de São Vicente e de Itanhaém e foi um dos responsáveis pela expansão das fronteiras da América Portuguesa para além do Tratado de Tordesilhas. Como resultado do bandeirantismo, exploradores paulistas se fixaram, nos séculos XVII e XVIII, em regiões como o Paraná (a região do Terceiro Planalto Paranaense ainda era inabitada por não-indígenas), o litoral e a região serrana de Santa Catarina, Minas Gerais e o Centro-Oeste do Brasil.
Na década de 1760, a cultura da cana-de-açúcar se tornou a base da economia paulista, sendo essa planta cultivada sobretudo na região do "quadrilátero do açúcar", demarcado pelas vilas de Sorocaba, Piracicaba, Mogi Guaçu e Jundiaí. Nos canaviais, empregava-se o trabalho do escravo africano e a presença dele no território paulista aumentava cada vez mais. As lavouras cafeeiras no Vale do Paraíba, as quais existiram durante grande parte do século XIX, empregavam a mão-de-obra escrava.
Ao longo da primeira metade do século XIX, com o fim do ciclo do ouro em Minas Gerais, muitos migrantes mineiros migraram em direção ao Nordeste Paulista e regiões adjacentes, atraídos pelas terras férteis desta zona do estado.

No início do século XIX, a população indígena em território paulista era muito pequena, com exceção do noroeste e oeste paulista, regiões ainda não colonizadas. Em 1817, Johann Baptist von Spix e Carl Friedrich Philipp von Martius, durante suas viagens pelo Brasil, passaram pelo estado e assim descreveram sobre seu povo:  
“Muitos paulistas conservaram-se sem a mistura com os índios, e são tão brancos, mesmo mais claros, do que o colono europeu puro nas províncias do norte do Brasil. Os mestiços, filhos de brancos e índios, mamelucos, conforme o grau da mistura, têm a pele cor de café, amarelo-clara, ou quase branca. Fica, porém, sobretudo no rosto largo, redondo, com maçãs salientes, nos olhos negros não grandes, e numa incerteza do olhar, a revelação, mais ou menos clara, do cruzamento com o índio.” 
Entre 1885 e 1929, cerca de 2,2 milhões de imigrantes se fixaram no estado de São Paulo, para trabalhar nos cafezais do interior em substituição à mão-de-obra escrava e nas indústrias da capital. Eram, em grande parte, europeus, predominantemente italianos, portugueses e espanhóis, mas também houve a imigração de muitos libaneses, sírios e japoneses (estes últimos a partir de 1908).
Na primeira metade do século XX, o oeste e noroeste paulista, antes com escassa população não-indígena, foram ocupados com o avanço das ferrovias. Os povoadores dessas regiões eram principalmente imigrantes e paulistas descendentes próximos destes, mas também houve a presença de brasileiros de Minas Gerais e de outros estados do país.
Entre as décadas de 1940 e 1970, milhões de brasileiros, predominantemente oriundos de Minas Gerais e, devido às secas, da Região Nordeste do Brasil, migraram para São Paulo, se fixando sobretudo na capital e em sua região metropolitana. Com o passar dos anos, a migração foi diminuindo, e, a partir de 1980, a média anual caiu para 68 mil.

## Dados demográficos
Segundo o censo 2022, a população do estado de São Paulo é de 44,4 milhões de habitantes, sendo o mais populoso do Brasil, dos quais 51,82% são do sexo feminino e 48,18% são do sexo masculino. Desses, 44,05 milhões (99,19%) são brasileiros natos, dos quais 80,39% nasceram em território paulista. Em torno de um quinto da população (8,6 milhões de pessoas) nasceu em outros estados do Brasil, como Bahia (1,84 milhão), Minas Gerais (1,61 milhão), Paraná (1,03 milhão) e Pernambuco (1 milhão). Também é o estado que mais recebe imigrantes.
Em 2024, haviam entre 15 a 20 milhões de paulistas ítalodescendentes, representando quase um terço da população estadual.

### Diáspora paulista
Estimativas calculam que mais de 2 milhões de paulistas estão espalhados pelo Brasil, com 680 mil vivendo no Sul, 600 mil estão em outros estados da região Sudeste, 530 mil no Nordeste, 490 mil no Centro-Oeste e mais de 90 mil no Norte; em países como Estados Unidos, vivem legalmente mais de 80 mil, no Japão vivem mais 40 mil, e cerca de 19 mil estão na Espanha.

### Religiosidade
Segundo o censo 2022, da população paulista maior que 10 anos de idade, 52,2% são católicos, 27,3% evangélicos, 10,5% sem religião e 9,8% demais religiões.

### Composição racial
Depois dos estados da região Sul do Brasil, em comparação com o restante do Brasil, o estado de São Paulo, no censo de 2022, é onde existem mais municípios com uma população predominantemente branca. Em censos anteriores, a população paulista já era majoritariamente composta por pessoas brancas (63,9%), seguida por pessoas de raça indefinida ou mestiças (29,1%), negras (5%), amarelas (1,4%) e indígenas (0,1%).

### Estudos genéticos
De acordo com um estudo de 2006, a composição genética da população paulista é 79% europeia, 14% africana e 7% indígena. Um estudo de 2013 encontrou, na população do estado, 61,9% de contribuição europeia, 25,5% africana e 11,6% ameríndia. Um artigo de 2019, revisando estudos genéticos anteriores, encontrou que a ancestralidade genética do povo paulista é 72,5% europeia, 18,1% africana e 8,1% ameríndia.

## Área cultural paulista

Capitania de São Vicente em 1709.

A atividade sertanista paulista, dos séculos XVI ao XVIII, não só resultou na expansão territorial luso-brasileira, como também foi o movimento responsável por dar origem a um território cultural onde as características dos paulistas desdobraram-se numa variedade subcultural que se pode se chamar de cultura caipira. A área de influência cultural paulista chegou a atingir estados como Goiás, Mato Grosso, Mato Grosso do Sul, Minas Gerais, Paraná, Rio Grande do Sul e Santa Catarina, quais antes de terem alguma autonomia política, já haviam integrado o território paulista, que em sua primeira versão era equivalente à Capitania de São Vicente.[carece de fontes?]
O conceito de uma área cultural paulista começou a se tornar relevante a partir da década de 1930, quando historiadores como Alfredo Ellis Jr. e Joaquim Ribeiro passaram a utilizar "Paulistânia," um neologismo que significa "terra dos paulistas," na intenção de definir localidades onde havia ocorrência da cultura caipira.

### Ligação entre caipiras e paulistas
O termo caipira surgiu em São Paulo, através da oralidade do povo guaianá, e ao que tudo indica, era utilizado para designar os povoadores da região do médio Tietê; acredita-se que o termo foi utilizado neste sentido até o início do século XIX.
O termo caipira ganhou um sentido étnico, conceitualizando a existência de um 'povo caipira,' que passou a ser retratado por intelectuais como o descendente ou o sucessor dos bandeirantes, quais eram majoritariamente paulistas. Os caipiras seriam os bandeirantes deslocados de sua missão aurífera, expansionista e escravagista, que veio a afixar-se nas terras de desbravamento após o esgotamento das minas. Para Antonio Candido, o caipira é o bandeirante atrofiado e a cultura bandeirante seria equivalente à cultura caipira tradicional, presente no território expandido da cultura de São Paulo.

## Línguas paulistas
A língua da população de São Paulo, assim como a da brasileira, é a portuguesa, que inicialmente era pouco falada no território paulista até o século XVIII. Inicialmente, os paulistas, assim como as demais populações de territórios paulistas, se comunicavam através da língua geral paulista, uma língua crioula formada no século XVI a partir de dialetos do tupi antigo, com influências do português e do espanhol, sendo ela a língua habitual dos bandeirantes. No início do século XVII, as bandeiras paulistas iniciaram uma série de ataques contra as missões jesuíticas espanholas no Paraguai, interior do Paraná (Guayrá) e norte do Rio Grande do Sul (Sete Povos das Missões), em busca de indígenas guaranis para escravizar. Como resultado, o contato estabelecido durante este período de guerras entre os paulistas e os espanhóis trouxe elementos do guarani para a língua geral paulista.
Em 1758, o ensino e o uso do tupi e da língua geral foi proibido pela administração do Marquês de Pombal, tornando o português a única língua oficial da colônia. Com isso, a língua geral paulista foi gradualmente desaparecendo, sumindo completamente no início do século XX, em decorrência da grande onda migratória. Atualmente, é uma língua morta, mas é objeto de interesse de linguistas.

### Dialetos e outras línguas
Com a introdução da língua portuguesa, foi desenvolvido o dialeto caipira, uma linguagem possivelmente influenciada pela língua geral paulista. O dialeto caipira é generalizado principalmente no interior do estado, havendo mais de uma variante, dependendo da região. Sua primeira documentação foi feita em 1920, com a publicação de O Dialecto Caipira, obra de Amadeu Amaral, mas uma de suas mais antigas referências foram feitas na década de 1860, pelo advogado e jornalista campineiro Pedro Taques de Almeida Alvim Júnior.
Até o início do século XX, a linguagem caipira predominou em todo o estado, inclusive em sua capital. No interior de São Paulo, para preservar o dialeto caipira, a prefeitura de Piracicaba o reconheceu como patrimônio histórico e cultural em decreto assinado em 25 de agosto de 2016, alguns dias depois, no mesmo mês, foi lançado por Cecílio Elias Netto o Dicionário do Dialeto Caipiracicabano: Arco, Tarco, Verva, reunindo 1,479 verbetes. Assim como o resto do estado, a região de Piracicaba foi palco de uma grande influência italiana, que se deu a partir da década de 1870; imigrantes provenientes do Albiano, Sardenha, Romagnano, Cortesano e Vigo Meano se estabeleceram na região, em 1890, e além do dialeto caipira, ainda hoje dialeto trentino, trazido pelos imigrantes, é preservado entre os descendentes no município, especialmente nos bairros de Santana e Santa Olímpia.
Houve um grande fluxo de imigrantes calabreses, vénetos e napolitanos em outras áreas de São Paulo, desenvolvendo um pidgin ítalo-paulista, uma língua criada para facilitar a comunicação, baseada no dialeto caipira, misturado com as línguas napolitana, vêneta e calabresa. A linguagem ítalo-paulista e as línguas italianas, somadas com a obrigatoriedade do português, que viria a substituí-las quase que completamente, acabou por influenciar no desenvolvimento do português paulista moderno, sendo um grande exemplo o dialeto paulistano, uma variação da Região Metropolitana de São Paulo, que além dos italianos, foi influenciada por outros grupos de imigrantes, como sírios, libaneses, japoneses, espanhóis e portugueses, contribuindo em seu desenvolvimento, agregando novos termos, fazendo com que o falar da Região Metropolitana de São Paulo e zonas de influência se diferencie substancialmente do dialeto do interior de São Paulo.

## Cidades de origem paulista

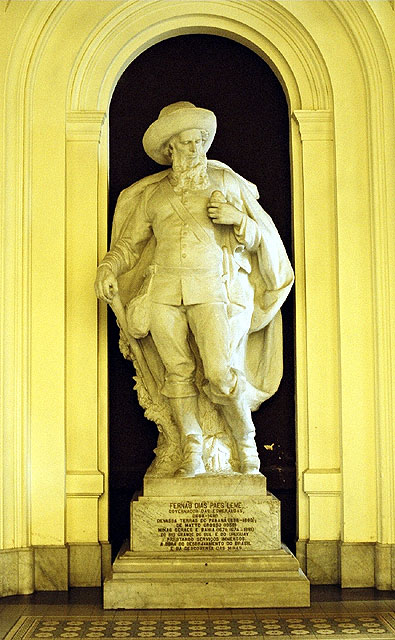
Estátua de Fernão Dias Paes, desbravador paulista responsável pela fundação de diversas localidades, como Bragança Paulista, Brumadinho, Itacambira e Ibituruna.

Os paulistas ficaram conhecidos por serem responsáveis pela fundação de diversas cidades fora dos limites que atualmente correspondem ao estado de São Paulo, com ocorrências do século XVI ao XX.

### Paraná
- Paranaguá — primeiro núcleo populacional do estado do Paraná. Entre 1656 a 1709, foi sede da Capitania de Nossa Senhora do Rosário de Paranaguá, e entre 1811 a 1812, sediou a Comarca de Curitiba e Paranaguá, localizada ao sul da Capitania de São Paulo. Foi fundada por Domingos Peneda no século XVII.
- Curitiba — capital do estado do Paraná, fundada como Nossa Senhora da Luz dos Pinhais em 1693, pelo paulistano Matheus Martins Leme. O também paulistano Baltasar Carrasco Reis, considerado um de seus fundadores, teria sido seu primeiro morador, vivendo na região desde 1661.[61]

### Santa Catarina
- Florianópolis — capital do estado de Santa Catarina, fundada em 1673 como Ilha de Santa Catarina, pelo vicentino Francisco Dias Velho.
- Laguna — um dos primeiros núcleos populacionais de Santa Catarina, fundado como Santo Antônio dos Anjos de Laguna em 1676, pelos vicentinos Domingos de Brito Peixoto e Francisco de Brito Peixoto.

### Tocantins
- Natividade — primeiro núcleo populacional do Tocantins, fundado como Arraial de São Luiz em 1734, por Antônio Ferraz de Araújo.

### Goiás
- Goiás — primeiro núcleo populacional de Goiás, fundado como um arraial denominado Sant'Anna em 1727, pelo parnaibano Bartolomeu Bueno da Silva; foi elevado a município em 1736, com a denominação de Vila Boa de Goyaz; serviu como capital goiana entre 1748 a 1935.
- Santa Cruz de Goiás — fundada em 1732, por Manoel Dias da Silva.[62]
- Mara Rosa — fundada em 1742, por Amaro Moreira Leite.[63]

### Minas Gerais
- Ibituruna — primeiro núcleo populacional (povoado) do estado de Minas Gerais,[64] conhecido hoje como "Berço da Pátria Mineira;" foi fundado em 1674, pelo paulistano Fernão Dias Paes, mas só veio a ser emancipado séculos depois, em 1962.[65]
- Raposos — fundada em 1690, pelo paulistano Pedro de Morais Raposo.[66]
- Mariana — povoado que mais tarde se tornaria o primeiro município do estado de Minas Gerais;[67] foi fundado como Ribeirão do Carmo em 1696, pelo taubateano Salvador Fernandes Furtado.[68]
- Ouro Preto — primeira capital de Minas Gerais, entre 1720 a 1893; foi fundada em 1698 por de três paulistas: o ilhabelense João de Faria Fialho, que era o chefe da bandeira de exploração de ouro na região, e seus acompanhantes, o taubateano Antônio Dias de Oliveira e o cotiano Tomás Lopes de Camargo.[69]
- Sabará — um dos primeiros nucleos populacionais de Minas Gerais, foi fundado como um arraial no século XVII, pelo paulistano Manuel de Borba Gato.[70]

- Arraial de Tapanhoacanga — fundado provavelmente no século XVII, por Bartolomeu Bueno da Silva;[71] seus limites ou partes dele, correspondem atualmente ao bairro de Nossa Senhora do Ó, em Sabará.

- São João del-Rei — cidade que serviu como capital da Província de Minas Gerais durante a Revolta do Ano da Fumaça.[72] Sua fundação foi organizada em fins do século XVII, pelo mogiano Tomé Portes del-Rei.[73]
- Nova Lima — fundada no século XVIII, pelo parnaibano Domingos Rodrigues da Fonseca Leme.
- Betim — fundada em 1711, pelo paulistano José Rodrigues Betting.
- Belo Horizonte — capital de Minas Gerais desde 1893; foi fundada em 1711 como Curral del-Rei, pelo sebastianense João Leite da Silva Ortiz.
- Rio Piracicaba — fundada em 1713, por João dos Reis Cabral.[74]
- Minas Novas — fundada em 1727, por Sebastião Leme do Prado.[75]

### Mato Grosso
- Cuiabá — capital do estado de Mato Grosso, fundada como povoado de São Gonçalo Beira-Rio por Manoel de Campos Bicudo, provavelmente em 1673. Sua fundação oficial como cidade, empregando a denominação de Cuyabá, se daria em 1719, pelo sorocabano Pascoal Moreira Cabral.
- Alta Floresta — fundada pelo agudense Ariosto da Riva, em 1973.

### Mato Grosso do Sul
- Naviraí — fundada em 1952, por Ariosto da Riva.
- Nova Andradina — fundada em 1958, pelo brotense Antônio Joaquim de Moura Andrade.